# Außenwerk
Als Außenwerk wird ein zwischen Hauptumwallung und Glacis errichtetes Festungswerk bezeichnet, wie beispielsweise die Kaponniere, das Ravelin, die Demi-lune, das Hornwerk, das Kronwerk und die Tenaille. Außenwerke, die zusammenhängend oder nur durch schmale Lücken voneinander getrennt erbaut wurden, bilden eine Enveloppe genannte, zweite Umwallungslinie, wie sie seit dem späten 17. Jahrhundert in verschiedenen Manieren vorgesehen war.